# Homilètica

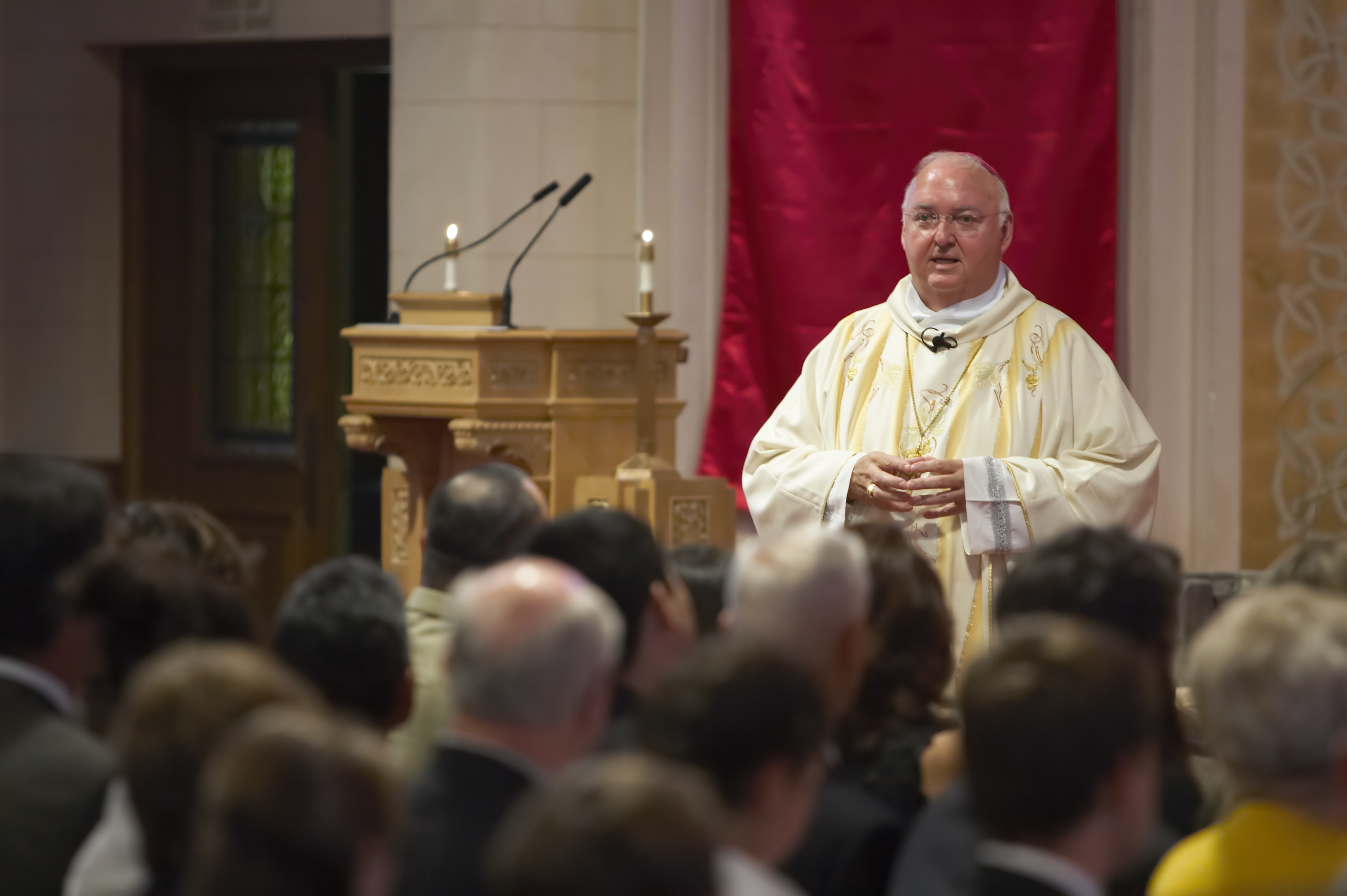
Un bisbe fent un sermó

Homilètica (del grec homiletikos, de homilos, ajuntar), en la teologia és l'aplicació dels principis generals de la retòrica en les homilies.
A més del cristianisme l'homilètica s'ha fet servir en el judaisme i l'Aggada és la compilació dels sermons dels rabins

## Alguns predicadors famosos del cristianisme
A França segons Voltaire les homilies més cèlebres van ser les de Bossuet, Bourdaloue, i Massillon; François Fénelon, en canvi, cremà els seus sermons.
Hug de Sant Victor (mort el 1141) donà tres condicions per a fer un sermó: Havia d'ésser sant prudent i noble per les quals coses requeria el predicador, respectivament, santitat, coneixement i eloqüència.
Guibert, Abbot de Nogent (mort el 1124), escriví un famós llibre de predicacions titulat "Quo ordine sermo fieri debet" on recomana que la predicació precedeixi la pregària.